# Austrian Football League 2017
Die Austrian Football League 2017 war die 33. Spielzeit der höchsten österreichischen Spielklasse der Männer im American Football. Sie begann am 25. März 2017 und endete am 29. Juli 2017 mit der Austrian Bowl XXXIII im Wörthersee Stadion in Klagenfurt. Meister wurden die Vienna Vikings durch ein 45:26 gegen die Swarco Raiders Tirol.

## Modus
Der Modus blieb im Vergleich zum Vorjahr gleich, nachdem die Prague Black Panthers nach der letzten Saison die Liga verließen und die Steelsharks Traun aus der Division I aufstiegen. Jedes Team tritt gegen drei Teams in einem Heim- und einem Auswärtsspiel an. Gegen die übrigen vier Gegner findet nur ein Spiel statt, so dass jede Mannschaft im Grunddurchgang zehn Spiele absolviert. Die vier Gegner, gegen die nur einmal gespielt wird, sind für jedes Team verschieden.
Die Teams auf den Plätzen 3 bis 6 qualifizieren sich für die Wild Card Runde. Die Sieger aus dieser Runde sowie die besten beiden Teams des Grunddurchgangs spielen die Playoffs. Dessen Sieger spielten in der Austrian Bowl XXXIII um den österreichischen Staatsmeistertitel.

## Teams
- Swarco Raiders Tirol (Innsbruck)
- Vienna Vikings (Wien)
- Danube Dragons (Wien)
- Graz Giants (Graz)
- Ljubljana Silverhawks (Ljubljana)
- Cineplexx Blue Devils (Hohenems)
- AFC Rangers (Mödling / Wr. Neudorf)
- Steelsharks Traun (Traun)

## Grunddurchgang

### Abschlusstabelle
| AFL 2017 |                       |    |   |   |   |       |      |      |      |
|          | Team                  | Sp | S | U | N | Pct   | P35+ | P35− | Diff |
| 1        | Vienna Vikings        | 10 | 9 | 0 | 1 | 0,900 | 427  | 147  | +280 |
| 2        | Swarco Raiders Tirol  | 10 | 9 | 0 | 1 | 0,900 | 437  | 224  | +213 |
| 3        | Ljubljana Silverhawks | 10 | 6 | 0 | 4 | 0,600 | 383  | 358  | 0+25 |
| 4        | Graz Giants           | 10 | 6 | 0 | 4 | 0,600 | 302  | 249  | 0+53 |
| 5        | Danube Dragons        | 10 | 4 | 0 | 6 | 0,400 | 345  | 328  | 0+17 |
| 6        | Mödling Rangers       | 10 | 4 | 0 | 6 | 0,400 | 316  | 340  | 0−24 |
| 7        | Steelsharks Traun     | 10 | 1 | 0 | 9 | 0,100 | 218  | 478  | −260 |
| 8        | Cineplexx Blue Devils | 10 | 1 | 0 | 9 | 0,100 | 163  | 440  | −277 |

Legende: Sp = Spiele, S = Siege, U = Unentschieden, N = Niederlagen, Pct = Winning Percentage,

P35+= erzielte Punkte (max. 35 mehr als gegnerische), P35− = zugelassene Punkte (max. 35 mehr als eigene), Diff = Differenz

Bei gleicher Pct zweier Teams zählt der direkte Vergleich

 Qualifikation fürs Halbfinale,
 Qualifikation für die Play-offs,
 Abstieg

Quelle:  AFL Tabelle 2017 auf archive.football.at

### Spielplan
| Datum     | Kickoff | Heim                  | Ergebnis | Auswärts              |
| --------- | ------- | --------------------- | -------- | --------------------- |
| Woche 1   |         |                       |          |                       |
| 25. März  | 15:00   | Danube Dragons        | 35:40    | Mödling Rangers       |
| 25. März  | 17:00   | Steelsharks Traun     | 14:62    | Swarco Raiders Tirol  |
| 26. März  | 15:00   | Ljubljana Silverhawks | 14:49    | Vienna Vikings        |
| 26. März  | 15:00   | Cineplexx Blue Devils | 6:42     | Graz Giants           |
| Woche 2   |         |                       |          |                       |
| 1. April  | 14:00   | Graz Giants           | 26:31    | Ljubljana Silverhawks |
| 1. April  | 15:00   | Mödling Rangers       | 62:20    | Cineplexx Blue Devils |
| 1. April  | 15:00   | Danube Dragons        | 37:0     | Steelsharks Traun     |
| 1. April  | 15:00   | Swarco Raiders Tirol  | 33:27    | Vienna Vikings        |
| Woche 3   |         |                       |          |                       |
| 15. April | 15:00   | Ljubljana Silverhawks | 27:61    | Swarco Raiders Tirol  |
| 15. April | 16:00   | Mödling Rangers       | 12:22    | Graz Giants           |
| 15. April | 17:00   | Steelsharks Traun     | 20:54    | Danube Dragons        |
| 17. April | 15:00   | Vienna Vikings        | 69:0     | Cineplexx Blue Devils |
| Woche 4   |         |                       |          |                       |
| 29. April | 15:00   | Graz Giants           | 34:6     | Steelsharks Traun     |
| 29. April | 15:00   | Swarco Raiders Tirol  | 58:13    | Mödling Rangers       |
| 29. April | 16:00   | Danube Dragons        | 27:28    | Ljubljana Silverhawks |
| 30. April | 17:00   | Cineplexx Blue Devils | 0:38     | Vienna Vikings        |
| Woche 5   |         |                       |          |                       |
| 13. Mai   | 15:00   | Graz Giants           | 14:31    | Swarco Raiders Tirol  |
| 13. Mai   | 16:00   | Mödling Rangers       | 42:48    | Danube Dragons        |
| 13. Mai   | 17:00   | Steelsharks Traun     | 26:21    | Cineplexx Blue Devils |
| 14. Mai   | 15:00   | Vienna Vikings        | 48:35    | Ljubljana Silverhawks |
| Woche 6   |         |                       |          |                       |
| 20. Mai   | 15:00   | Danube Dragons        | 33:52    | Graz Giants           |
| 20. Mai   | 18:00   | Vienna Vikings        | 31:14    | Swarco Raiders Tirol  |
| 21. Mai   | 15:00   | Ljubljana Silverhawks | 62:34    | Steelsharks Traun     |
| 21. Mai   | 15:00   | Cineplexx Blue Devils | 0:48     | Mödling Rangers       |
| Woche 7   |         |                       |          |                       |
| 3. Juni   | 16:00   | Mödling Rangers       | 27:61    | Vienna Vikings        |
| 3. Juni   | 17:00   | Steelsharks Traun     | 27:61    | Ljubljana Silverhawks |
| 3. Juni   | 17:30   | Swarco Raiders Tirol  | 56:49    | Graz Giants           |
| 5. Juni   | 15:00   | Danube Dragons        | 61:10    | Cineplexx Blue Devils |
| Woche 8   |         |                       |          |                       |
| 17. Juni  | 15:00   | Graz Giants           | 34:27    | Danube Dragons        |
| 17. Juni  | 16:00   | Ljubljana Silverhawks | 49:35    | Mödling Rangers       |
| 17. Juni  | 16:15   | Swarco Raiders Tirol  | 70:14    | Cineplexx Blue Devils |
| 18. Juni  | 15:00   | Vienna Vikings        | 69:22    | Steelsharks Traun     |
| Woche 9   |         |                       |          |                       |
| 24. Juni  | 15:00   | Graz Giants           | 7:27     | Vienna Vikings        |
| 24. Juni  | 16:15   | Swarco Raiders Tirol  | 45:19    | Danube Dragons        |
| 24. Juni  | 17:00   | Steelsharks Traun     | 6:56     | Mödling Rangers       |
| 25. Juni  | 15:00   | Cineplexx Blue Devils | 28:56    | Ljubljana Silverhawks |
| Woche 10  |         |                       |          |                       |
| 1. Juli   | 16:00   | Mödling Rangers       | 16:55    | Swarco Raiders Tirol  |
| 1. Juli   | 16:00   | Ljubljana Silverhawks | 20:23    | Graz Giants           |
| 2. Juli   | 15:00   | Cineplexx Blue Devils | 64:63    | Steelsharks Traun     |
| 2. Juli   | 15:00   | Vienna Vikings        | 62:22    | Danube Dragons        |

## Play-offs
|  | Wild Cards | Wild Cards            | Wild Cards |  |  | Playoffs | Playoffs              | Playoffs |  |  | Austrian Bowl  | Austrian Bowl        | Austrian Bowl |
|  |            |                       |            |  |  |          |                       |          |  |  |                |                      |               |
|  |            |                       |            |  |  | 1        | Vienna Vikings        | 21       |  |  |                |                      |               |
|  | 4          | Graz Giants           | 21         |  |  |          | Danube Dragons        | 18       |  |  |                |                      |               |
|  | 5          | Danube Dragons        | 28         |  |  |          |                       |          |  |  | Vienna Vikings | 45                   |               |
|  |            |                       |            |  |  |          |                       |          |  |  |                | Swarco Raiders Tirol | 26            |
|  |            |                       |            |  |  | 2        | Swarco Raiders Tirol  | 45       |  |  |                |                      |               |
|  | 3          | Ljubljana Silverhawks | 49         |  |  |          | Ljubljana Silverhawks | 27       |  |  |                |                      |               |
|  | 6          | Mödling Rangers       | 20         |  |  |          |                       |          |  |  |                |                      |               |

### Austrian Bowl XXXIII
| Austrian Bowl XXXIII – Klagenfurt (Wörthersee Stadion, 4.400 Zuschauer) | Austrian Bowl XXXIII – Klagenfurt (Wörthersee Stadion, 4.400 Zuschauer) | Austrian Bowl XXXIII – Klagenfurt (Wörthersee Stadion, 4.400 Zuschauer) | Austrian Bowl XXXIII – Klagenfurt (Wörthersee Stadion, 4.400 Zuschauer) | Austrian Bowl XXXIII – Klagenfurt (Wörthersee Stadion, 4.400 Zuschauer) | Austrian Bowl XXXIII – Klagenfurt (Wörthersee Stadion, 4.400 Zuschauer) | Austrian Bowl XXXIII – Klagenfurt (Wörthersee Stadion, 4.400 Zuschauer) | Austrian Bowl XXXIII – Klagenfurt (Wörthersee Stadion, 4.400 Zuschauer) |
| ----------------------------------------------------------------------- | ----------------------------------------------------------------------- | ----------------------------------------------------------------------- | ----------------------------------------------------------------------- | ----------------------------------------------------------------------- | ----------------------------------------------------------------------- | ----------------------------------------------------------------------- | ----------------------------------------------------------------------- |
| Team                                                                    | Team                                                                    | Punkte                                                                  | Q1                                                                      | Q2                                                                      | Q3                                                                      | Q4                                                                      |                                                                         |
| Vienna Vikings                                                          | Vienna Vikings                                                          | 45                                                                      | 7                                                                       | 17                                                                      | 7                                                                       | 14                                                                      |                                                                         |
| Swarco Raiders Tirol                                                    | Swarco Raiders Tirol                                                    | 26                                                                      | 0                                                                       | 14                                                                      | 6                                                                       | 6                                                                       |                                                                         |
| Vikings                                                                 | Raiders                                                                 | Spieler                                                                 | Spielzug                                                                | Spielzug                                                                | Spielzug                                                                | Spielzug                                                                | Spielzug                                                                |
| 7                                                                       | 0                                                                       | Bernhard Raimann                                                        | 3-Yard Pass von Charles Dieuseul (PAT Bernhard Seikovits)               | 3-Yard Pass von Charles Dieuseul (PAT Bernhard Seikovits)               | 3-Yard Pass von Charles Dieuseul (PAT Bernhard Seikovits)               | 3-Yard Pass von Charles Dieuseul (PAT Bernhard Seikovits)               | 3-Yard Pass von Charles Dieuseul (PAT Bernhard Seikovits)               |
| 10                                                                      | 0                                                                       | Bernhard Seikovits                                                      | 30-Yard Field-goal                                                      | 30-Yard Field-goal                                                      | 30-Yard Field-goal                                                      | 30-Yard Field-goal                                                      | 30-Yard Field-goal                                                      |
| 10                                                                      | 7                                                                       | Sean Shelton                                                            | 5-Yard Lauf (PAT Thomas Pichlmann)                                      | 5-Yard Lauf (PAT Thomas Pichlmann)                                      | 5-Yard Lauf (PAT Thomas Pichlmann)                                      | 5-Yard Lauf (PAT Thomas Pichlmann)                                      | 5-Yard Lauf (PAT Thomas Pichlmann)                                      |
| 17                                                                      | 7                                                                       | Bernhard Seikovits                                                      | 70-Yard Pass von Kevin Burke (PAT Bernhard Seikovits)                   | 70-Yard Pass von Kevin Burke (PAT Bernhard Seikovits)                   | 70-Yard Pass von Kevin Burke (PAT Bernhard Seikovits)                   | 70-Yard Pass von Kevin Burke (PAT Bernhard Seikovits)                   | 70-Yard Pass von Kevin Burke (PAT Bernhard Seikovits)                   |
| 17                                                                      | 14                                                                      | Sandro Platzgummer                                                      | 78-Yard Pass von Sean Shelton (PAT Thomas Pichlmann)                    | 78-Yard Pass von Sean Shelton (PAT Thomas Pichlmann)                    | 78-Yard Pass von Sean Shelton (PAT Thomas Pichlmann)                    | 78-Yard Pass von Sean Shelton (PAT Thomas Pichlmann)                    | 78-Yard Pass von Sean Shelton (PAT Thomas Pichlmann)                    |
| 24                                                                      | 14                                                                      | Stefan Postel                                                           | 2-Yard Lauf (PAT Bernhard Seikovits)                                    | 2-Yard Lauf (PAT Bernhard Seikovits)                                    | 2-Yard Lauf (PAT Bernhard Seikovits)                                    | 2-Yard Lauf (PAT Bernhard Seikovits)                                    | 2-Yard Lauf (PAT Bernhard Seikovits)                                    |
| 31                                                                      | 14                                                                      | Bernhard Seikovits                                                      | 45-Yard Pass von Kevin Burke (PAT Bernhard Seikovits)                   | 45-Yard Pass von Kevin Burke (PAT Bernhard Seikovits)                   | 45-Yard Pass von Kevin Burke (PAT Bernhard Seikovits)                   | 45-Yard Pass von Kevin Burke (PAT Bernhard Seikovits)                   | 45-Yard Pass von Kevin Burke (PAT Bernhard Seikovits)                   |
| 31                                                                      | 20                                                                      | Adrian Platzgummer                                                      | 25-Yard Pass von Sean Shelton                                           | 25-Yard Pass von Sean Shelton                                           | 25-Yard Pass von Sean Shelton                                           | 25-Yard Pass von Sean Shelton                                           | 25-Yard Pass von Sean Shelton                                           |
| 38                                                                      | 20                                                                      | Bernhard Seikovits                                                      | 10-Yard Pass von Kevin Burke (PAT Bernhard Seikovits)                   | 10-Yard Pass von Kevin Burke (PAT Bernhard Seikovits)                   | 10-Yard Pass von Kevin Burke (PAT Bernhard Seikovits)                   | 10-Yard Pass von Kevin Burke (PAT Bernhard Seikovits)                   | 10-Yard Pass von Kevin Burke (PAT Bernhard Seikovits)                   |
| 38                                                                      | 26                                                                      | Sean Shelton                                                            | 2-Yard Lauf                                                             | 2-Yard Lauf                                                             | 2-Yard Lauf                                                             | 2-Yard Lauf                                                             | 2-Yard Lauf                                                             |
| 45                                                                      | 26                                                                      | Marko Gagic                                                             | 33-Yard Lauf (PAT Bernhard Seikovits)                                   | 33-Yard Lauf (PAT Bernhard Seikovits)                                   | 33-Yard Lauf (PAT Bernhard Seikovits)                                   | 33-Yard Lauf (PAT Bernhard Seikovits)                                   | 33-Yard Lauf (PAT Bernhard Seikovits)                                   |
| MVP: Kevin Burke, Vikings                                               |                                                                         |                                                                         |                                                                         |                                                                         |                                                                         |                                                                         |                                                                         |

## Liga-MVPs
Im Vorfeld der Austrian Bowl XXXIII wurden die Liga-MVPs für die Saison 2017 bekannt gegeben:
- Most Valuable Player des Jahres: Anthony Gardner (Quarterback, Ljubljana Silverhawks)
- Offensive Player des Jahres: Matic Tomse (Receiver, Ljubljana Silverhawks)
- Defensive Player des Jahres: Thomas Schnurrer (Graz Giants)
- Youngstar des Jahres: Bernhard Seikovits (Receiver, Vienna Vikings)
- Coach des Jahres: Shuan Fatah (Head Coach, Swarco Raiders Tirol)